# Кожеед тёмный
Кожеед тёмный (лат. Anthrenus fuscus) — вид жуков из семейства кожеедов из подрода Helocerus рода Anthrenus.

## Описание
Жуки длиной 1,7-3,4 мм. Самки крупнее самцов. Тело покрыто чёрными, белыми и оранжево-коричневыми чешуйками. Усики 5-члениковые. Вершинный членик в 3-4 (самки) или 5 (самцы) раз длиннее двух предыдущих и образует булаву.
Личинки длиной 3-5 мм с коричневой головой. Верхняя сторона брюшка жёлтая. Щетинки на тергитах светлые, не выделяются на фоне окраски кутикулы. Куколка желтовато-коричневая длиной 2,5-2,8 мм. Тело равномерно покрыто щетинками.

## Биология
Личинки питаются преимущественно мёртвыми насекомыми в гнёздах птиц, жалящих перепончатокрылых и в ловчих сетях пауков. В умеренной зоне обитает только в помещениях. Может повреждать изделия из шерсти, зоологические коллекции и книги, но большого экономического значения не имеет. При температуре 30°С личинки появляются из яиц через 10-11 суток после откладки. Куколка при температуре 25°С развивается 5-6 суток. В течение года развивается одно поколение, зимует на стадии личинки.

## Распространение
Широко распространён в Евразии от Западной Европы до Японии, отмечается также в Северной Америке.